# 春日井建
春日井 建（かすがい けん、1938年12月20日 - 2004年5月22日）は、昭和・平成期の歌人。
初期は幻想・耽美的かつ背徳的な作風で知られるが、次第に肉体と精神の観念を中心とした美学に移り、死病を得た晩年は、病と対峙する劇化された自己および現実に近い場面を均整のとれた文語体で詠んだ。前衛短歌運動の一人とされることもある。

## 経歴
愛知県丹羽郡（現江南市）生まれ。父・春日井瀇、母・春日井政子はともに太田水穂に師事した歌人であり、建も実質「潮音」系と云える。作家・ゲームデザイナーの小太刀右京は大甥にあたる。
12歳から名古屋市昭和区に住み、以後生涯を名古屋で過ごした。名古屋市立北山中学校、名古屋市立向陽高等学校に通う。1955年より父が歌誌「短歌」（中部短歌会）の編集発行を浅野保から引き継ぎ、自宅で毎月歌会が開かれるようになる。同誌に初期作品を発表し始める。
南山大学文学部英文科に入学後、中井英夫に認められ、1958年20歳のときに角川書店の「短歌」に「未青年」50首を発表。1960年、塚本邦雄、岡井隆、寺山修司らと同人誌『極』を創刊。同年、第一歌集『未青年』を刊行、三島由紀夫が序文を担当し、「われわれは一人の若い定家を持ったのである」と激賞した。この頃からラジオ、テレビ、舞台への関心が高まり、台本執筆や演出を始める。1962年、NHKドラマ「遥かな歌・遥かな里―枇杷島由来」を執筆。以後、テレビ、ラジオ、舞台の仕事を多く受け始め、作歌から遠ざかる。1963年、千種区光が丘に転居。1970年、歌集『行け帰ることなく』刊行。作歌を中断する。
1973年、演劇集団「グループ鳥人」を組織。「わが友ジミー」「お父さまの家」の公演を行う。1979年、父瀇の死により中部短歌会主幹となり、「短歌」編集発行人を引き受け、作歌に復帰する。1980年、超結社の集まり「中の会」を岡井隆、斉藤すみ子らと発足させる。1985年、愛知女子短期大学（現・名古屋学芸大学短期大学部）人文学科国語国文学教授に就任。1992年、「ほっとサンデー生放送」（テレビ愛知）のトークコーナーのキャスターを担当。同年、中日歌人会委員長。1997年、愛知女子短期大学附属東海地域文化研究所所長に就任。
1999年、咽頭がんが見つかり、抗癌剤治療、放射線治療を始める。2000年、愛知女子短期大学退職、名誉教授就任。がんが再発する。2001年、母・政子が94歳で死去。2003年、歌集『井泉』刊行。2004年、中咽頭がんのため死去。没後、歌集『朝の水』、エッセイ集『未青年の背景』刊行。
同門に稲葉京子、門下に水原紫苑、大塚寅彦、古谷智子、菊池裕、喜多昭夫、彦坂美喜子、日野一歩（蕨野）、黒瀬珂瀾、都築直子、大澤優子、杉森多佳子、長谷川と茂古、堀田季何らが居る。

## 賞歴
- 1982年 - 名古屋市芸術奨励賞受賞。
- 1993年 - 愛知県文化選奨文化賞受賞。
- 1998年 -「白雨」30首・「高原抄」21首により第34回短歌研究賞受賞。
- 2000年 -『友の書』、『白雨』により、第27回日本歌人クラブ賞・第34回迢空賞を受賞。
- 2004年 -「短歌創作と歌誌発行による短歌界への貢献」に対し第57回中日文化賞受賞[1]。

## 著作
- 『未青年』作品社、1960、短歌新聞社文庫、2000年
- 『行け帰ることなく』深夜叢書社、1970
- 『春日井建歌集』 国文社、1977（現代歌人文庫）
- 『東海詞華集』 大和書房、1982
- 『青葦』書肆風の薔薇、1984
- 『友の書』 雁書館、1999（短歌叢書）
- 『白雨』 短歌研究社、1999（中部短歌叢書）
- 『水の蔵』 短歌新聞社、2000（昭和歌人集成）
- 『井泉』 砂子屋書房、2002（中部短歌叢書）
- 『春日井建歌集』 短歌研究社、2003（短歌研究文庫）
- 『朝の水』 短歌研究社、2004（中部短歌叢書）
- 『春日井建歌集』 砂子屋書房、2004（現代短歌文庫）
- 『続 春日井建歌集』 国文社、2004（現代歌人文庫）
- 『未青年の背景』 雁書館、2005 エッセイ集
- 『春日井建全歌集』 砂子屋書房、2010
- 『詩集 風景』 人間社、2014

## 研究書・評論
- 岡嶋憲治『評伝　春日井建』（2016年、井泉叢書：短歌研究社）
- 水原紫苑『春日井建　「若い定家」は鮮やかにそののちを生きた』（2019年、コレクション日本歌人選073：笠間書院）
- 早﨑ふき子『美の四重奏』（春日井建論、山中智恵子論、馬場あき子論、塚本邦雄論）（1993年、雁書館）